# Uruguay i olympiska sommarspelen 1972
Uruguay deltog med 13 deltagare vid de olympiska sommarspelen 1972 i München. Ingen av landets deltagare erövrade någon medalj.